# 苏锡文

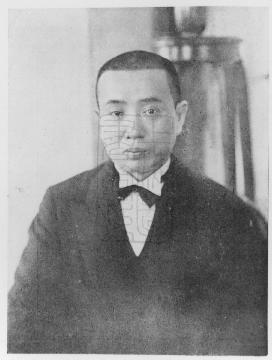
苏锡文

苏锡文（1889年—1945年），曾用名松治、有详，福建厦门人（一说台湾人），中华民国政治人物。

## 生平
蘇錫文毕业于日本早稻田大学。曾担任过福建省财政局长、广东大元帅府财政署长兼民政司长等职务。其后离开中国国民党，赴上海持志大学任教。
抗日战争期间，于1937年12月5日任日本扶植下的上海市大道政府市长。翌年4月28日，又改任上海市政公署督办。同年10月16日，任上海特别市政府秘书长。1940年傅筱庵被刺身亡后，曾短暂代理市长一职。1945年病逝。